# Burgruine Tachenstein
Die Burgruine Tachenstein, auch Dachenstein genannt, ist die Ruine einer Spornburg in der Gemarkung der Stadt Riedenburg im Landkreis Kelheim in Bayern. Die Anlage wird als Baudenkmal von Riedenburg unter der Aktennummer D-2-73-164-14 und als Bodendenkmal unter der Aktennummer D-2-7036-0226 im Bayernatlas geführt.

## Geographische Lage
Die Burgruine befindet sich direkt westlich der Kernstadt von Riedenburg im Ostteil des Naturparks Altmühltal auf dem nach Südosten gerichteten Ausläufer des Jägerbergs (476 m ü. NN) auf etwa 440 bis 450 m ü. NN. 90 m unterhalb des bewaldeten Höhenrückens fließt der Donau-Zufluss Altmühl durch Riedenburg. Von der ehemaligen Burganlage sind noch die 10 Meter hohe Ruine des Bergfrieds mit dem Hocheingang hinter der ehemaligen Schildmauer auf einer Grundfläche von etwa 7,5 mal 7,5 Metern, aus Buckelquader gemauert erhalten, sowie der in den Felsen getriebene Halsgraben.

## Geschichte
Die Bezeichnung „Tachenstein“ wird urkundlich erstmals 1189 genannt. Damals tritt ein „Fridericus de Tahenstein“ aus dem Geschlecht der Herren von Prunn, Laber und Breitenegg, einem  Nebenzweig der Babonen, als Zeuge bei einem Gutserwerb auf dem Tangrintel des Werner III. von Laaber auf. Dieser Friedrich I. erwarb in erster Ehe die Herrschaft Laber und durch seine zweite Ehe Wolfertshofen und nannte sich zwischen 1160 und 1195 nach Wolfertshofen. Er nutzte zwischen 1170 und 1180 die Gelegenheit zum Burgenbau auf einem Stück Land, das durch die Babonen auf ihn übergegangen war. Die in der Zeugenliste von 1189 ebenfalls genannten Friedrich Hartlieb und Heinrich von Tachenstein waren Burgleute von Tachenstein; dies belegt, dass die Burg zu diesem Zeitpunkt bereits fertiggestellt war.
Erst 1329 taucht Tachenstein urkundlich wieder auf; damals gehörte die Burg bereits den Herzögen von Bayern. Im Teilungsvertrag von Pavia von 1329 fallen „Rietenpurch purch und stat, Tahenstein die purch, Eigerperch die purch“ an Kaiser Ludwig der Bayer. Bei der Landesteilung von 1392 wird Herzog Johann von Bayern-München Eigentümer von „Rietenburg burg vnd margt, Taheinstrain di burg, Egersberg“. Der erste namentlich bekannte Burgsasse ist „Friedrich der Hiltprant von Tachenstein“, der 1358 einen Frieden mit der Stadt Regensburg schließt. Danach kommt die Veste in die Hand von Hilpold dem Älteren von Stein und dann an Hilpolt dem Jüngeren von Stein. 1367 bzw. 1368 löst Herzog Stefan III. die Burg wieder aus. 1373 geben die Herzöge  Stephan III., Stefan II. der Ältere, Friedrich und Johann die Festungen Riedenburg, Tachenstein und Rabenfels dem Ritter Jörg Auer. 1380 und 1382 wird ein „Albrecht der Hertenberger, genannt der Port, gesessen auf dem Tachenstein“ als Bürge genannt. 1384 erhält Albrecht von Abensberg Pfandrechte, die sich auch auf Tachenstein beziehen. Am 13. Mai 1424 wird Tachenstein durch die Herzöge Ernst und Wilhelm von Jodokus von Abensberg ausgelöst. Zwei Tage später übergeben die Herzöge die „Grafschaft Rietenburg und den Tachenstein“ an den „vessten Erharten dem Mugentaler“. 1445 folgt Michael Walrab als Pfandnehmer auf Lebenszeit und Öffnungsvorbehalt durch Herzog Albrecht III. 1453 verschreibt Herzog Albrecht die Feste Tachenstein dem Leonhard Seetaler, seinen Söhnen und den ehelichen Mannserben seiner Söhne. In einem Vertrag von 1479 verpflichtet sich Leonhard Seetaler 200 fl in die Festung zu verbauen. Nachdem die Burg gegen Zahlung von 600 Gulden von den Erben des Seetalers ausgelöst wurde, erhält 1545 die Burg Leonhard von Eck von Herzog Wilhelm IV. Auf dessen Sohn Oswald von Eck folgte der Enkel Hans Walter von Eck. 1613 verkauft Herzog Maximilian die „Veste oder Schloß Eggersberg samt der uralten, nunmehr aber fast abgegangenen Veste Tachenstein mit Hofmarksgerechtigkeit und aller Zubehör“ an den Geheimen Rat Wilhelm Jocher, Pfleger zu Dachau. Am 28. August 1683 ratifiziert Kurfürst Max Emanuel II. den Kauf der Hofmarken Eggersberg, Tachenstein und Harlanden um 13.000 fl durch Johann Dominikus Bassus von und zu Sandersdorf. 1703 macht dieser die Hofmarken Eggersberg mit Tachenstein und Harlanden zu einem Familienfideikommiss für seinen Sohn Ignaz Dominikus Bassus.

## Beschreibung
Das Burggelände ist durch einen 15 m breiten Halsgraben vom Hinterland abgetrennt. Links vom Eingang in das Burggelände steht ein bis zu 15 m hoher Bergfried mit einem Grundriss von 7 × 7 m im Quadrat. Er besteht auf drei Seiten aus Buckelsteinquadern mit Randschlag. Der Eingang befindet sich in 6,5 m Höhe. Südöstlich des Turmes befinden sich die etwa 1,5 m hohen Reste der nördlichen Mauer, die hier ein kleines Fenster aufweist. An der äußersten Ostspitze ragt im Winkel eine bis zu 6 m hohe Mauer auf. Die Umfassungsmauer der Burg ist im Süden bis auf das Burghofniveau erhalten. In den östlich verlaufenden Bering war ein Torzwinger eingebaut. Die Zufahrt war nur per Fuß oder mit Tieren möglich, nicht aber mit Wagengespannen.

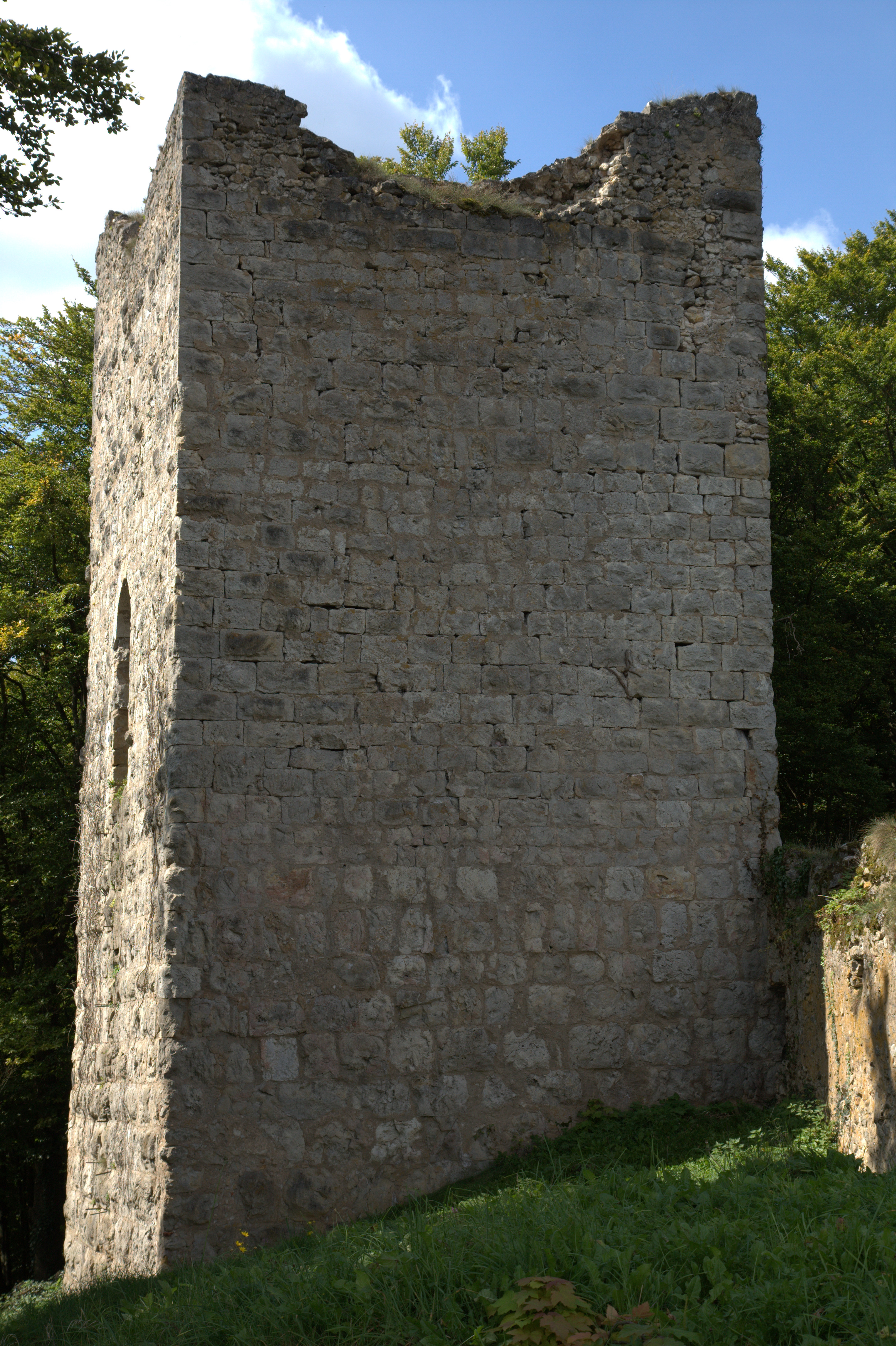
Ostseite des Bergfriedes
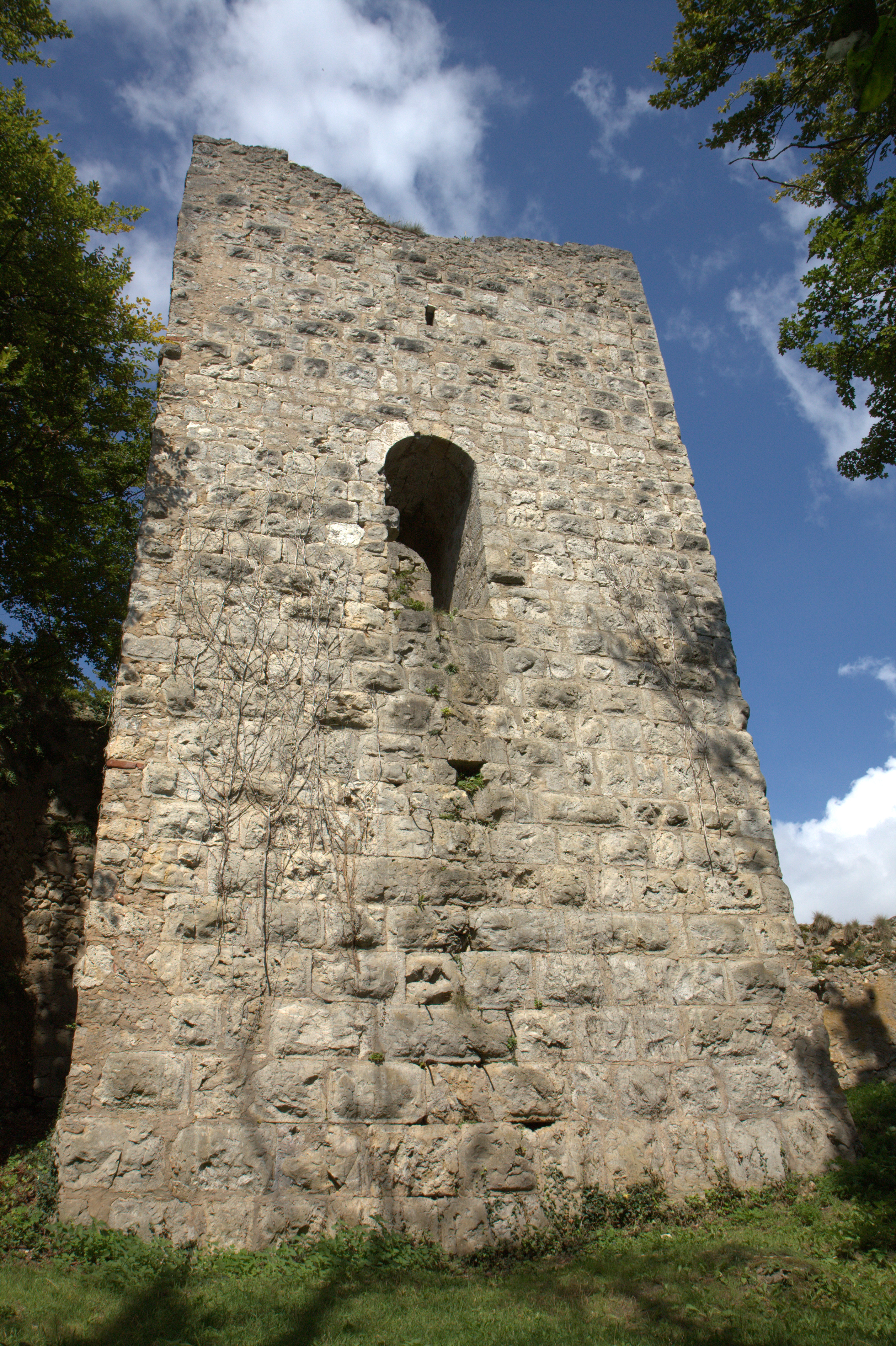
Südseite des Bergfriedes mit dem hochliegenden Eingang
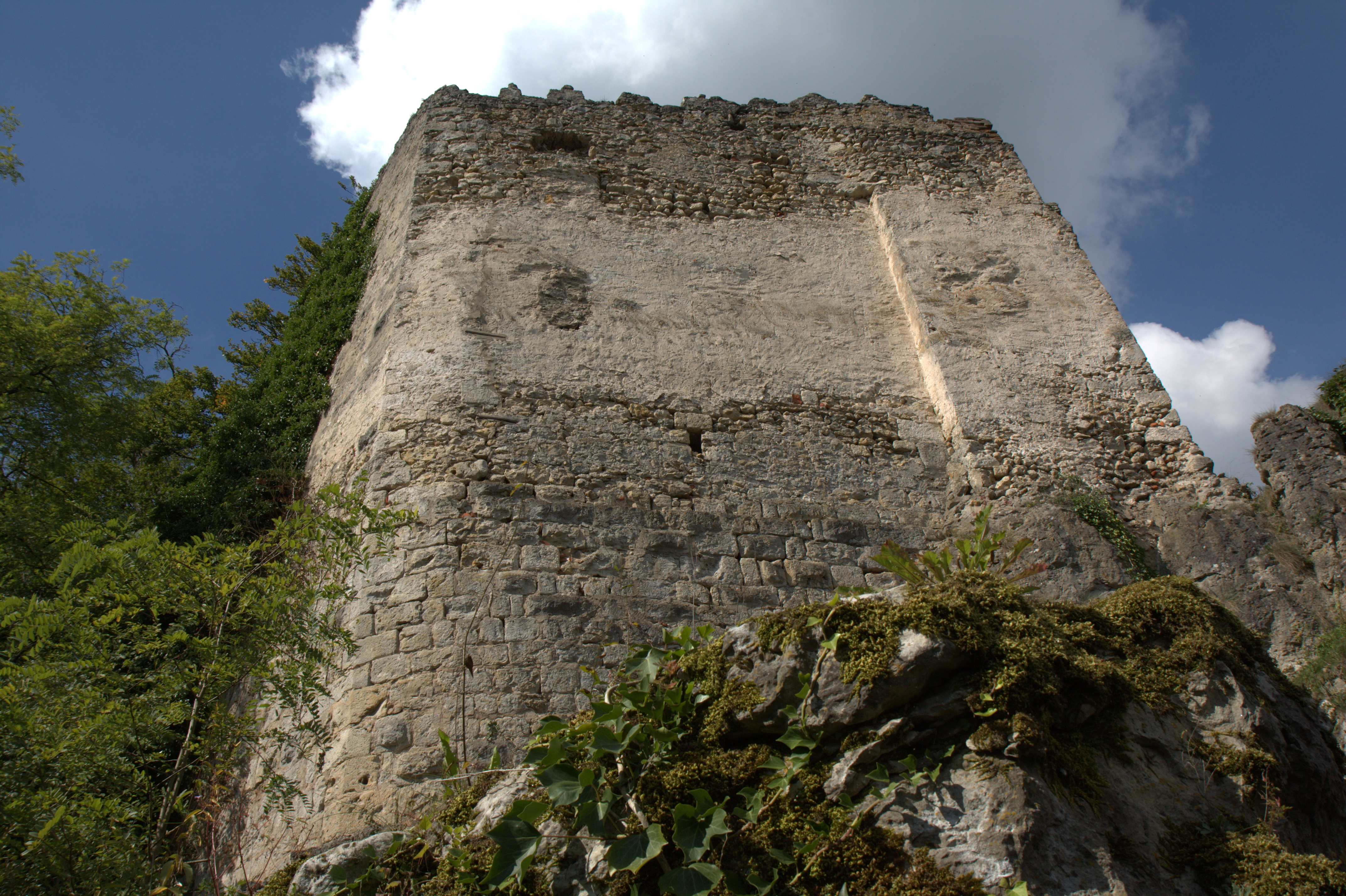
Ruine des Wohngebäudes aus östlicher Richtung